# Mail (Windows)
Pour les articles homonymes, voir Mail.
Chronologie des versions
Windows Live Mail
Mail (anciennement Windows Mail) est un client de messagerie développé par Microsoft et inclus dans Windows Vista et les versions ultérieures de Windows,. La fonction principale de Mail est d'envoyer et de recevoir des e-mails. Il est disponible en tant que successeur d'Outlook Express, qui était soit inclus avec, soit publié pour Internet Explorer 3.0 et les versions ultérieures d'Internet Explorer.

## Windows Vista
Windows Mail peut être attribué à une version préliminaire d'Outlook Express 7 incluse dans les premières versions de Windows Vista (alors connue sous son nom de code, "Longhorn"). Outlook Express 7 a introduit diverses modifications dans l'interface utilisateur et s'est appuyé sur WinFS pour la gestion et le stockage des contacts, des e-mails et d'autres données. Il prenait en charge les protocoles de messagerie Post Office Protocol (POP) et Internet Message Access Protocol (IMAP), mais ne prenait plus en charge le schéma de messagerie en HTTP une omission héritée de Windows Mail. IPv6 est entièrement pris en charge.
Windows Mail a été officiellement annoncé le 16 septembre 2005 sur Channel 9 et positionné comme le successeur d'Outlook Express. Bien qu'il soit présenté comme le successeur d'Outlook Express, Windows Mail est une application fondamentalement nouvelle avec des ajouts de fonctionnalités importants (dont beaucoup étaient auparavant exclusifs à Internet Explorer ou Microsoft Outlook) et des révisions fondamentales de l'architecture de stockage et des mécanismes de sécurité. Les identités dans Outlook Express sont remplacées par des profils d'utilisateurs Windows . Le stockage des éléments est géré par une base de données Extensible Storage Engine (le même moteur utilisé par Active Directory et Microsoft Exchange Server) avec des e-mails et des groupes de discussion stockés dans des fichiers eml et nws au lieu d'un seul fichier dbx ; la base de données est transactionnelle et crée périodiquement des sauvegardes d'éléments pour se protéger contre la perte de données, ce qui élimine la conception de point de défaillance unique d'Outlook Express. Les informations de configuration du compte ne sont également plus stockées dans la Base de registre ou dans un seul fichier dbx. Au lieu de cela, Windows Mail s'appuie sur des fichiers XML stockés dans un profil utilisateur avec le courrier électronique, ce qui permet de copier simplement un magasin de courrier électronique entier sur une autre machine. Windows Mail prend en charge la plate-forme  Windows Search, ce qui permet d'indexer et d'interroger les propriétés du contenu et les métadonnées. 
Windows Mail est également destiné à être une offre nettement plus sécurisée qu'Outlook Express en incluant le filtrage bayésien du courrier indésirable, le blocage des pièces jointes aux e-mails, la fonctionnalité de filtrage des courriers indésirables de Microsoft Exchange, le filtre anti-hameçonnage d'Internet Explorer 7 et le blocage de domaine de premier niveau. Toutes ces fonctionnalités, à l'exception de l'intégration du filtre anti-hameçonnage d'Internet Explorer, ont été incluses dans Microsoft Office Outlook 2003 dans le cadre de Microsoft Office 2003.
Windows Mail possède une interface de programmation d'application (API) documentée basée sur le modèle d'objet composant. À l'exception de la fonctionnalité de messagerie simple MAPI, l'API d'Outlook Express n'était pas documentée.

## Windows 7
Windows Mail est exclu de Windows 7 au profit de Windows Live Mail, qui fait partie de Windows Essentials.

## Windows 8.x
Mail dans Windows 8 et 8.1 est une toute nouvelle application basée sur Windows Runtime, conçue conformément à la philosophie du langage de conception Modern User Interface de Microsoft, en tant qu'application universelle qui s'exécute en mode d'affichage plein écran ou écran partagé ; bon nombre de ses fonctionnalités sont cachées dans Windows shell Charms ou dans la barre d'applications en bas de l'écran qui est révélée par un clic droit ou en glissant vers le haut.
Mail est mis à jour indépendamment du système d'exploitation et est fourni avec Calendar et People — il ne peut pas être installé ou désinstallé individuellement.
La configuration de serveur est disponible pour les services Outlook.com, Gmail, AOL Mail et Yahoo! Maill. Microdoft Exchange Server ou IMAP peuvent être configurés, mais Mail ne prend pas directement en charge le protocole POP3.

## Windows 10 et 11
Mail dans Windows 10 et 11 a des configurations de serveur prédéfinies pour Outlook.com, Office 365, Gmail, iCloud et Yahoo! Mail,,. AOL Mail, ainsi que d'autres comptes Exchange Server et IMAP, peuvent être ajoutés et la prise en charge POP3 est de nouveau supporté,,. Le support Newsgroup/Usenet reste absent. Mail et Calendar sont toujours des applications Windows universelles et se trouvent dans le même conteneur d'applications, mais leur troisième frère, People, est sorti de ce conteneur et constitue une application autonome.
Les utilisateurs peuvent configurer Mail pour utiliser le thème système ou choisir une couleur d'accentuation personnalisée, une image d'arrière-plan et une préférence claire/foncée. Il prend en charge plusieurs fenêtres et peut ouvrir les messages électroniques dans une nouvelle fenêtre. Les e-mails sont répertoriés dans la liste de raccourcis de Mail. Mail utilise un panneau de paramètres, des outils de tri des e-mails dans le deuxième volet et une barre d'outils dans le volet d'affichage. Comme la version Vista de Mail, les contrôles importants de cette version sont facilement visibles. Les comptes peuvent être regroupés et réétiquetés, et des dossiers personnalisés peuvent être créés, modifiés ou supprimés dans l'application. Il est possible d'utiliser des alias Outlook.com et des @mentions avec Mail.
Comme Microsoft Outlook, Mail permet aux utilisateurs de configurer des actions rapides, telles que Supprimer, Définir un indicateur et Archiver, pour répondre aux messages des notifications système et des gestes de balayage.
En décembre 2019, Mail a ajouté des publicités non amovibles pour l'application mobile Microsoft Outlook.

## Patrimoine
Comme avec Microsoft Outlook et Outlook Express, Mail utilise Ctrl + E pour lancer la recherche. Tous les autres produits Microsoft utilisent Ctrl +F.

## Voir également